# Poșta Veche, Mehedinți
Poșta Veche este un sat în comuna Stângăceaua din județul Mehedinți, Oltenia, România.